# Adam Kok II
Adam "Dam" Kok II (Namakwaland, 1771 - Bergrivier, 1835) was een leider (kaptyn) van de Griekwa in Zuid-Afrika.

## Biografie
Kok was de oudste zoon van Cornelius Kok I en vestigde zich in Griekwastad, waar hij samen met Barend Barends de belangrijkste leider was. Vanwege de vijandige Hartenaarsopstand verliet hij in 1815 Griekwastad met zijn volgelingen. Na de dood van zijn vader in 1820 was Kok de rechtmatige opvolger, maar na een korte periode als kaptyn van Campbell trad hij af ten gunste van zijn broer Cornelius Kok II om zich bij de Bergenaars te voegen.
In 1823 wonnen, Adam Kok II, Cornelius Kok II, Andries Waterboer en Barend Barends de Slag bij Dithakong, waarmee de Griekwa de terreur van de Mfecane gespaard bleef. In 1826 vestigde Kok zich in Philippolis. Hij stierf in 1835 tijdens de terugkeer van een bezoek aan Kaapstad; zijn dood leidde tot een successieconflict tussen zijn zoons Abraham Kok en Adam Kok III die door laatstgenoemde gewonnen werd.